# ليزا باور
ليزا باور هي لاعب هوكي الحقل كندية، ولدت في 13 مايو 1960.

## وصلات خارجية
- ليزا باور على موقع الاتحاد الدولي للهوكي (الإنجليزية)
- ليزا باور على موقع اللجنة الأولمبية الدولية (الإنجليزية)
- ليزا باور على موقع أوليمبيديا (الإنجليزية)
- ليزا باور على موقع اللجنة الأولمبية الكندية (الإنجليزية)